# غراهام بريغز
غراهام بريغز (بالإنجليزية: Graham Briggs)‏ هو دراج بريطاني، ولد في 14 يوليو 1983 في دونكاستر في المملكة المتحدة.

## وصلات خارجية
- غراهام بريغز على موقع الاتحاد الدولي للدراجات (الإنجليزية)
- غراهام بريغز على موقع أرشيف الدراجات (الإنجليزية)
- غراهام بريغز على موقع إحصائيات الدراجات الإحترافية (الإنجليزية)
- غراهام بريغز على موقع نسبة الدراجات (الإنجليزية)